# Lista das cidades mais populosas da Venezuela
Esta é uma lista que contém as cidades mais populosas da Venezuela e suas regiões metropolitanas. De acordo com o Instituto Nacional de Estadistica (2013).

## Regiões metropolitanas
| rank | Região metropolitana                             | Cidades principais                                                                           | Estado                            | População (2013) | Área do território                        | Densidade populacional em km2 (2013) | Imagem |
| ---- | ------------------------------------------------ | -------------------------------------------------------------------------------------------- | --------------------------------- | ---------------- | ----------------------------------------- | ------------------------------------ | ------ |
| 1    | Grande Caracas                                   | Caracas                                                                                      | Distrito Capital, Miranda, Vargas | 5,243,301        | 4715.1                                    | 1,223.41                             |        |
| 1    | Distrito Metropolitano de Caracas                | Caracas, Petare, Baruta, Chacao, El Hatillo                                                  | Distrito Capital e Miranda        | 3,273,863        | 777.1                                     | 4212.9                               |        |
| 1    | Região Metropolitana de Valles del Tuy           | Ocumare del Tuy, Charallave, Santa Teresa del Tuy, Cúa                                       | Miranda                           | 754,081          | 1694                                      | 445.14                               |        |
| 1    | Conurbação Guarenas-Guatire                      | Guarenas, Guatire                                                                            | Miranda                           | 473,728          | 558                                       | 848.97                               |        |
| 1    | Região metropolitana dos Altos Mirandinos        | Los Teques, San Antonio de los Altos                                                         | Miranda                           | 454,929          | 744                                       | 611.46                               |        |
| 1    | Conurbação de Litoral Varguense                  | Maiquetía, Catia La Mar, Caraballeda, La Guaira                                              | Vargas                            | 341,325          | 942                                       | 362.34                               |        |
| 2    | Região Metropolitana de Maracaibo                | Maracaibo, San Francisco, Ciudad Losada, Mara, La Cañada de Urdaneta                         | Zulia                             | 2,487,471        | 9,010                                     | 276.07                               |        |
| 3    | Região Metropolitana de Valencia                 | Valencia, San Diego, Naguanagua, Tocuyito, San Joaquín, Güigüe, Mariara, Los Guayos, Guacara | Carabobo                          | 2,074,329        | 2,799                                     | 741.09                               |        |
| 4    | Região Metropolitana de Barquisimeto             | Barquisimeto, Cabudare                                                                       | Lara                              | 1,291,670        | 3,200                                     | 403.64                               |        |
| 5    | Região Metropolitana de Maracay                  | Maracay, Cagua, Turmero, El Limón, Santa Cruz, Palo Negro, Santa Ritz                        | Aragua                            | 1,249,704        | 832.57                                    | 1,501                                |        |
| 6    | Ciudad Guayana                                   | Ciudad Guayana, San Félix                                                                    | Bolívar                           | 851,071          | 1,612                                     | 527.95                               |        |
| 7    | Região Metropolitana de Barcelona-Puerto La Cruz | Barcelona, Puerto La Cruz, Lechería, Guanta                                                  | Anzoátegui                        | 801,071          | 2,029                                     | 394.81                               |        |
| 7    | Barcelona                                        | Simón Bolívar                                                                                | Anzoátegui                        | 465,989          | 1,706                                     | 273.14                               |        |
| 7    | Puerto La Cruz                                   | Sotillo                                                                                      | Anzoátegui                        | 272,231          | 244                                       | 1,115.70                             |        |
| 7    | Lechería                                         | Diego Bautista Urbaneja (município)                                                          | Anzoátegui                        | 29,767           | 12                                        | 2,480.58                             |        |
| 7    | Guanta                                           | Guanta                                                                                       | Anzoátegui                        | 33,835           | 67                                        | 505                                  |        |
| 8    | Costa Oriental del Lago                          | Cabimas, Ciudad Ojeda, Lagunillas, Los Puertos de Altagracia,                                | Zulia                             | 758,957          | 8,251                                     | 91.98                                |        |
| 8    | -                                                | Cabimas                                                                                      | Zulia                             | 280,171          | 604                                       | 463.85                               |        |
| 8    | -                                                | Ciudad Ojeda-El Danto-Tía Juana-Lagunillas                                                   | Zulia                             | 261,404          | 1,233                                     | 212                                  |        |
| 8    | -                                                | Los Puertos de Altagracia-Sabaneta de Palmas                                                 | Zulia                             | 76,243           | 1,966                                     | 38.78                                |        |
| 8    | -                                                | Mene Grande                                                                                  | Zulia                             | 61,960           | 2,816                                     | 22                                   |        |
| 8    | -                                                | Bachaquero                                                                                   | Zulia                             | 48,402           | 1,127                                     | 42.94                                |        |
| 8    | -                                                | Santa Rita                                                                                   | Zulia                             | 30,777           | 505                                       | 60.90                                |        |
| 9    | Região Metropolitana de San Cristóbal            | San Cristóbal, Táriba, Palmira, Cordero, Capacho Viejo, Capacho Nuevo, San Josecito          | Táchira                           | 628,627          | 963                                       | 652.77                               |        |
| 10   | Maturín                                          | -                                                                                            | Monagas                           | 472,909          | (sem informação exata para a área urbana) | -                                    |        |
| 11   | Região Metropolitana de Mérida                   | Mérida, Tabay, Ejido, Lagunillas                                                             | Mérida                            | 447,269          | 2,636                                     | 169.67                               |        |
| 12   | Região Metropolitana de Acarigua-Araure          | Acarigua, Araure                                                                             | Portuguesa                        | 393,854          | 1,065                                     | 369.81                               |        |
| 13   | Ciudad Bolívar                                   | -                                                                                            | Bolívar                           | 380,953          | 585                                       | 65.10                                |        |
| 14   | Cumaná                                           | -                                                                                            | Sucre                             | 374,706          | 598                                       | 626.59                               |        |
| 15   | Barinas                                          | Barinas, Barinitas                                                                           | Barinas                           | 355,413          | -                                         | -                                    |        |